# دهستان راکوره (۱۹۹۱)
دهستان راکوره (به لاتین: Rakvere Parish) یک دهستان در استونی بود که در شهرستان لنه-ویرو واقع شده‌بود.

## خصوصیات
دهستان راکوره ۱۲۷٫۶۹ کیلومترمربع مساحت و ۲٬۲۸۸ نفر جمعیت دارد.